# Пантелеймонівка (станція)
Пантелеймо́нівка — вантажно-пасажирська залізнична станція Донецької дирекції Донецької залізниці.
Розташована в смт Пантелеймонівка, Горлівська міська рада, Донецької області на лінії Горлівка — Іловайськ між станціями Микитівка 15 км та Путепровід 8 км.
Через військову агресію Росії на сході Україні транспортне сполучення припинене, водночас керівництво так званих ДНР та ЛНР заявляло про запуск електропоїзда сполученням Луганськ — Ясинувата, що підтверджує сайт Яндекс.